# Motacilla maderaspatensis
Motacilla maderaspatensis е вид средно голяма птица от семейство Стърчиопашкови (Motacillidae).

## Разпространение
Видът е разпространен в Южна Азия, често в близост до малки водни басейни, но са се приспособили и към градската среда, където често гнездят по върховете на покривите.